# Fernando Cueto Herrero
Fernando Cueto Herrero (San Martín de Quevedo, 31 de enero de 1892 - f. 18 de septiembre de 1937) fue un militar español.

## Biografía
Militar profesional, tras el estallido de la Guerra civil se mantuvo fiel a la República. 
Durante el transcurso de la contienda llegaría a ascender al rango de teniente coronel. En marzo de 1937 fue nombrado comandante de la 1.ª División, que cubría el frente de la Sierra de Guadarrama. Posteriormente, habría sido nombrado comandante del VII Cuerpo de Ejército (en Extremadura), pero antes de que llegase a tomar posesión del mando fue descubierto intentando pasarse a la zona franquista. Como consecuencia de ello, sería fusilado el 18 de septiembre de 1937.